# فورست لاسو
فورست لاسو (بالإنجليزية: Forrest Lasso)‏ هو لاعب كرة قدم أمريكي في مركز الدفاع، ولد في 11 مايو 1993 في رالي في الولايات المتحدة. لعب مع تشارلستون بيتري ونادي سينسيناتي.

## وصلات خارجية
- فورست لاسو على موقع الدوري الأمريكي (الإنجليزية)
- فورست لاسو على موقع إي إس بي إن إف سي (الإنجليزية)
- فورست لاسو على موقع قاعدة بيانات كرة القدم.إي يو (الإنجليزية)
- فورست لاسو على موقع Soccerway.com (الإنجليزية)
- فورست لاسو على موقع عالم كرة القدم.نت (الإنجليزية)